# هارولد وارموس
هارولد الیوت وارموس (به انگلیسی: Harold Elliot Varmus) (زاده ۱۸ دسامبر ۱۹۳۹ نیویورک)، زیست‌شناس برنده جایزه نوبل پزشکی سال ۱۹۸۹ از آمریکا می‌باشد.

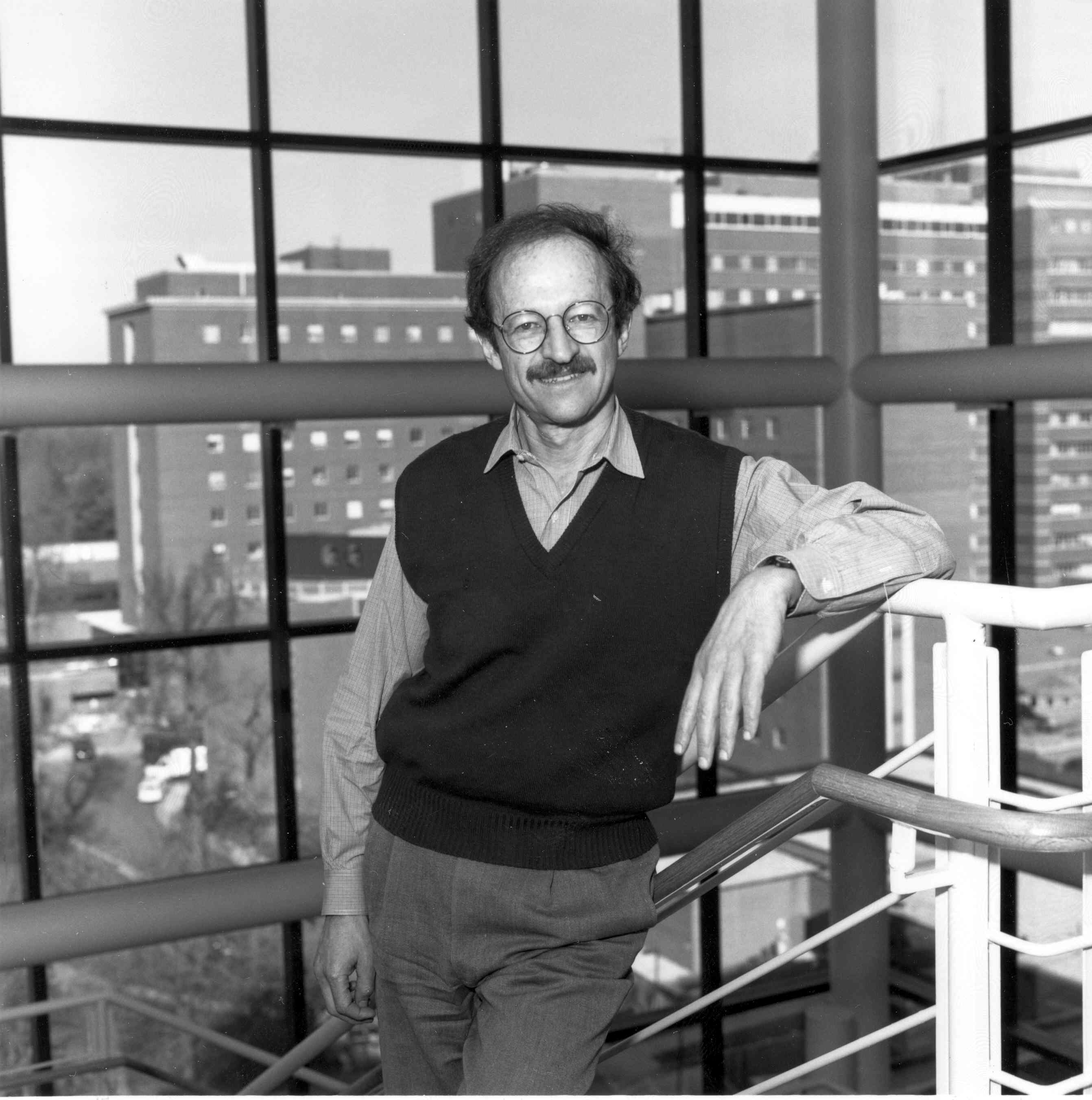
وارموس در سال ۲۰۰۰

وی مشاور ریاست جمهوری در کابینه باراک اوباما بوده‌است.

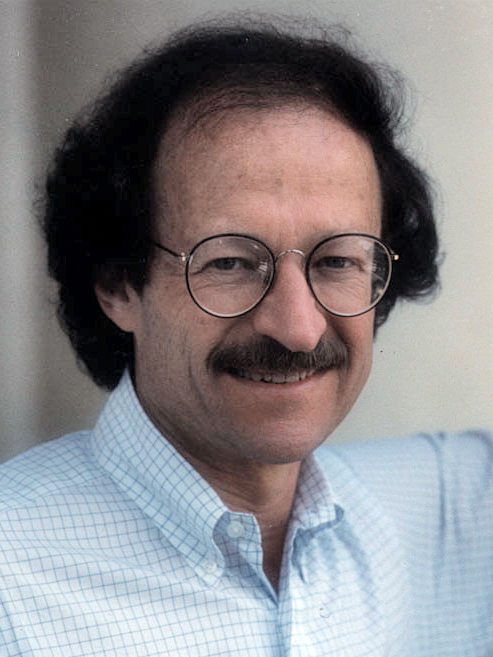